# カラム語
カラム語（カラムご、کالامي）はインド・ヨーロッパ語族インド・イラン語派ダルド語群コヒスタン諸語に属する言語である。カーラーム語、カラム・コヒスタン語、カラミ、カーラーミー、カラム・コヒスタニ、ガーウリー (ګاوری, IPA: [ɡaːwriː])、ガウリ、ガルウィ、バシュカリクとも呼ばれる。パキスタンのカイバル・パクトゥンクワ州のディール地区上ディール地区のパンジュコラ川上流の渓谷とスワート地区の高地のスワート・コヒスタン地域で話されている。カラム語のカラムはスワート地区カラム渓谷が由来である。